# Menino Jesus entre os Doutores (Cristóvão de Figueiredo)
Menino Jesus entre os Doutores é uma pintura a óleo sobre madeira pintada por Cristóvão de Figueiredo cerca de 1520-30 e que se encontra actualmente no Museu Nacional de Arte Antiga, em Lisboa.
Esta pintura foi atribuída anteriormente a Gregório Lopes por José de Figueiredo.
A pintura representa o episódio bíblico narrado no Evangelho de São Lucas (Lucas 2:41–51) em que Jesus, ainda criança, depois da festa da Páscoa, se afastou dos pais, S. José e a Virgem Maria, e se dirigiu ao Templo onde estavam os doutores das leis religiosas que lhe fizeram perguntas tendo ficado maravilhados com as respostas de Jesus.

## Descrição
À esquerda da composição, o Menino está de pé sob um docel de brocado discutindo com os doutores que se agrupam em semi-círculo no recinto onde decorre a cena. Por detrás dos doutores, do lado direito e de pé, estão a Virgem Maria e São José.
Cristóvão de Figueiredo resolve de forma magnífica a composição ao colocar Jesus numa espécie de altar de modo a poder ser visto e ouvido pelos doutores da lei judaica que estão colocados em semicírculo. À direita da imagem podem-se ver S. José e a Virgem Maria que acabam de chegar ao Templo e encontram o filho após uma longa procura.
Em primeiro plano, do lado esquerdo da composição observa-se uma arca de madeira sobre a qual estão vários livros.
A gama cromática é variada e intensa onde predominam os bejes e os castanhos, destacando-se também o vermelho do manto de S. José e o amarelo e azul das vestes dos doutores.
A cena está enquadrada numa arquitectura com abóbadas e arcos que lhe conferem profundidade.